# Avioquintana
Avioquintana – nieistniejąca meksykańska linia lotnicza z siedzibą w Cancún, w stanie Quintana Roo. Funkcjonowała w latach 1997-2020.